# Dompierre-sur-Authie
Dompierre-sur-Authie é uma comuna francesa na região administrativa de Altos da França, no departamento de Somme. Estende-se por uma área de 22,73 km². Em 2010 a comuna tinha 416 habitantes (densidade: 18,3 hab./km²). A localidade é banhada pelo rio Authie.